# Font de Buc

La Font de Buc, respecte del terme de Granera

La Font de Buc és una font del terme municipal de Granera, a la comarca del Moianès.
Està situada a 570 metres d'altitud, en el sector sud-occidental del terme, al lloc on el torrent de Trens s'uneix a altres torrents més petits per formar, entre tots, el torrent de Font de Buc. És just al costat nord de la carretera de Granera a la B-124, o a Sant Llorenç Savall i Monistrol de Calders, a llevant del lloc d'on surt cap al nord el camí que mena a Monistrol de Calders seguint el torrent de l'Om.